# Stanisław Czajkowski (filozof)
 Stanisław Czajkowski  (ur. 22 września 1904 w Łodzi, zm. 6 listopada 1961 tamże) – polski filozof, wykładowca Uniwersytetu Łódzkiego (UŁ).

## Rodzina
Pochodził z rodziny nauczycielskiej, ojciec Stanisław był kierownikiem jednej z łódzkich szkół powszechnych, matka Anna z Gabszewiczów była nauczycielką języka polskiego w szkołach średnich w Łodzi. 

## Nauka i studia
Ukończył Gimnazjum Humanistyczne im. Mikołaja Kopernika w Łodzi. Po uzyskaniu matury rozpoczął studia filozoficzne na Uniwersytecie Jagiellońskim (UJ). Po pierwszym roku postanowił kontynuować je we Francji. Na paryskiej Sorbonie (Faculté des Lettres) studiował w latach 1924–1927. Na Sorbonie oraz w innej paryskiej uczelni – Collège de France zetknął się ze słynnymi filozofami ówczesnej epoki: historyk myśli średniowiecznej Étienne  Gilson, czy niemniej wówczas znani - historyk filozofii nowożytnej Léon Brunschvicg i psycholog Paul Janet byli jego nauczycielami. Brał także udział w wykładach znanego filozofa konwencjonalisty Edouarda Le Roy. Dyplom ukończenia studiów wyższych w zakresie dyscyplin filozoficznych (filozofia, etyka, psychologia, socjologia) otrzymał w 1927 r. i powrócił do Polski. Tu kontynuował studia znów na Wydziale Humanistycznym Uniwersytetu Jagiellońskiego, przyciągnęli go do tej najstarszej polskiej uczelni znani i zasłużeni dla myśli filozoficznej uczeni tacy jak ksiądz Konstanty Michalski (rektor UJ w latach 1931–1932), Władysław Heinrich czy Witold Rubczyński. I właśnie Witold Rubczyński został jego opiekunem naukowym, na seminarium prowadzonym przez profesora Rubczyńskiego przygotował, rozpoczętą jeszcze w Paryżu, rozprawę doktorską zatytułowaną Rola i znaczenie pojęcia Boga w filozofii Kartezjusza, którą w 1929 r. obronił na UJ i otrzymał tytuł naukowy doktora filozofii. Tym wielkim francuskim filozofem był zainteresowany przez całe życie.

## Związki z Łodzią
Zachowywał przez cały ten czas ścisłe związki z Łodzią i - poza okresem studiów - tu mieszkał, choć dokładniej biorąc mieszkał poza administracyjnymi granicami Łodzi, na odległym przedmieściu Radogoszcz przy ulicy Jagiellońskiej 18. Ale nie znalazł pracy w Łodzi, bo nie było tu wyższej uczelni. Nawet kiedy w 1928 r. powstał w Łodzi Oddział Wolnej Wszechnicy Polskiej (WWP) w Warszawie, na jego Wydziale Humanistycznym uruchomione zostały studia filozoficzne, to zajęcia w tej placówce prowadzili uczeni prawie wyłącznie warszawscy (Ignacy Halpern-Myślicki, Benedykt Bornstein, Sergiusz Hessen, Wiktor Wąsik i Adam Zieleńczyk) i nie miał możliwości zdobycia posady akademickiej w Łodzi, choć był jednym z niewielu doktorów filozofii, którzy tu mieszkali. Poza nim, wśród ówczesnych łódzkich filozofów byli: Wanda Jakobson, zajmująca się psychologią, a głównie psychoanalizą, psycholog docent Ludwika Karpińska-Woyczyńska, kierująca łódzką Miejską Pracownią Psychologiczną, adiunkt w Oddziale WWP Narcyz Łubnicki oraz nauczyciel szkół średnich Hersz Rundstein.

## Działalność naukowa
Mimo jednak braku instytucjonalnego osadzenia w strukturze uczelnianej czy w szkolnictwie, kontynuował podjęte prace badawcze z zakresu filozofii francuskiej, zwłaszcza zaś Kartezjusza. Lata 30. XX w. zaowocowały ważnymi w jego dorobku publikacjami, zamieszczanymi na łamach czołowych polskich czasopism filozoficznych - warszawskiego „Przeglądu Filozoficznego” i krakowskiego „Kwartalnika Filozoficznego”. Były to: Intuicja twórcza filozofii Descartes’a („Przegląd Filozoficzny” 1930), Dowody istnienia Boga z Jego skutków u Kartezjusza („Kwartalnik Filozoficzny” 1936), Dowód ontologiczny Kartezjusza i jego nowa idea Boga („Przegląd Filozoficzny” 1937). Poza Kartezjuszem jego badawcze zainteresowania obejmowały inne jeszcze postaci z kręgu filozofii francuskiej, czemu wyraz dał w dwóch artykułach: Główne tendencje systematu Malebranche’a („Przegląd Filozoficzny” 1938) oraz Jedność filozofii Maine de Birana („Kwartalnik Filozoficzny” 1939).
Oprócz tych naukowych artykułów z dziedziny filozofii, publikował na łamach czasopism filozoficznych recenzje, zaś na łamach pism kulturalnych i społecznych artykuły o charakterze popularnonaukowym, publicystycznym oraz prace eseistyczne. 
Uczestniczył także w życiu naukowym Łodzi. Od 1938 r. był członkiem zwyczajnym powstałego w 1934 r. Towarzystwa Przyjaciół Nauk w Łodzi. Rolę nieistniejącego w Łodzi towarzystwa filozoficznego (istniejących w Krakowie, Lwowie, Poznaniu, Warszawie czy Wilnie), w pewnej mierze pełnił Oddział Łódzki Societas Spinozana Polonica, działający na terenie miasta od 1935 r. Przewodniczącym oddziału był wspominany już doktor Narcyz Łubnicki. Oddział organizował spotkania odczytowe, na których referentami byli między innymi: Benedykt Bornstein, Tadeusz Kotarbiński, Ignacy Halpern-Myślicki, także Chaïm Perelman – belgijski filozof, urodzony w Polsce, a jednym z referentów był także doktor Stanisław Czajkowski.

## W czasieII wojny światowej
Ta jego intensywna, choć pozainstytucjonalna, praca naukowa wykonywana w niełatwych warunkach, przerwana została przez wybuch wojny. Najazd hitlerowski i w jego wyniku okupacja niemiecka oraz włączenie Łodzi do Kraju Warty miały dotkliwe następstwa dla życia wielu łodzian, w tym także dla niego. Pozbawiono go mieszkania i warsztatu pracy. Tak o tym pisze we własnoręcznie sporządzonym życiorysie: zawierucha wojenna pozbawiła mnie wszystkiego. Z zamienionego na niemiecką kuchnię policyjną mego mieszkania (przy ulicy Jagiellońskiej 18 w Łodzi - Radogoszczu) zdołałem, uchodząc z Łodzi, uratować jedynie kilkadziesiąt najdroższych dla mnie książek i trochę notatek. Zaczerpnięta z pism wielkich filozofów wiara w człowieka i w ogólnoludzkie ideały nie pozwoliła mi, mimo najnędzniejszych warunków bytowania, załamać się duchowo i zwątpić w ostateczny triumf sprawiedliwości.

## Praca zawodowa na Uniwersytecie Łódzkim
Po zakończeniu wojny dekretem rządowym z dnia 24 maja 1945 r. powołano w Łodzi Uniwersytet Łódzki. Pierwszym jego rektorem został filozof Tadeusz Kotarbiński. Dlatego też nie tylko powołano kierunek studiów filozofię, ale miała ona stosunkowo mocną pozycję na ówczesnym UŁ. Przyczyniała się do tego zarówno pozycja rektora Kotarbińskiego, jak i obecność znanych i cenionych filozofów: Benedykta Bornsteina, Sergiusza Hessena, Janiny Kamińskiej-Kotarbińskiej, Marii Ossowskiej, Stanisława Ossowskiego, Mieczysława Wallisa i Wiktora Wąsika. 
Doktor Stanisław Czajkowski w momencie, gdy zaczęto organizować Uniwersytet Łódzki, włączył się w jego tworzenie i w konieczne prace organizacyjne. W maju 1945 r. mianowano go adiunktem w Zakładzie Filozofii. Początkowo głównym jego zajęciem były poszukiwania i zakup książek dla Zakładu Filozofii oraz dla Biblioteki nowo powstałego uniwersytetu BUŁ. Jak pisze w swoim życiorysie: 2 maja 1945 roku zostałem mianowany adiunktem przy Zakładzie Filozofii i obarczony misją poszukiwania i zakupu książek dla zakładu i dla Biblioteki Uniwersyteckiej. Dzięki uprzejmości p. E. Smolarka, wójta w Radogoszczu k. Łodzi i kierownika tutejszej szkoły powszechnej p. Opuchnika, udało nam się zebrać na terenie tego przedmieścia Łodzi około czterech tysięcy książek, które zostały przekazane tytułem darowizny dla Biblioteki Uniwersyteckiej.
1 września 1945 r. mianowano go adiunktem w Zakładzie Historii Filozofii w Polsce, którą to placówką kierował profesor Wiktor Wąsik.
Poza pozyskiwaniem książek i ich opracowywaniem, prowadził ćwiczenia, udzielał konsultacji studentom i włączał się w prowadzone przez profesora Wąsika seminarium. W roku akademickim 1946/47 prowadził w I i II trymestrze wykłady zlecone dotyczące filozofii francuskiej (Kartezjusz i jego wiek: Ramus, Bodin, Montaigne, Charron, Kepler, Galileusz). Jednocześnie cały czas intensywnie pracował nad rozprawą Studia nad podstawami metafizyki Kartezjusza. W kolejnym roku akademickim 1947/48 prowadził wykład zlecony Filozofia europejska po Kartezjuszu. 
Był członkiem Warszawskiego Towarzystwa Filozoficznego, które swą działalność realizowało po części w Łodzi, oraz Wydziału I Łódzkiego Towarzystwa Naukowego. W roku 1948 przedstawił na posiedzeniu tegoż wydziału Łódzkiego Towarzystwa Naukowego wyniki swoich badań. Studia nad podstawami filozofii Kartezjusza zyskały pozytywne recenzje profesorów Kotarbińskiego i Wąsika. Wydział I ŁTN postanowił wydać tę pracę drukiem, ale ówczesne ministerstwo odmówiło dofinansowania. 
Na temat jego dorobku pisał w odręcznej recenzji profesor Wąsik: dr Czajkowski jest obecnie na naszym gruncie (profesor Wąsik ma, jak sądzę, na myśli Polskę, przyp. R.K.) najlepszym znawcą zarówno Descartes’a jak i filozofii francuskiej, a jego studia, gdyby były napisane po francusku, zdobyłyby duże uznanie krytyki i to nie tylko w ojczyźnie wielkiego filozofa... Wobec tych wartości, które posiada omawiana praca, uważam ją z całym przekonaniem za zupełnie wystarczającą jako rozprawę habilitacyjną. W związku z powyższym muszę dodać, że wiedza dr Czajkowskiego nie ogranicza się do tego fragmentu dziejów myśli filozoficznej, lecz ma on również duże przygotowanie jako historyk filozofii w ogóle, wykazując znaczne zainteresowania do filozofii starożytnej i nowożytnej. Ta odręcznie pisana recenzja opatrzona jest podpisem profesora Wiktora Wąsika oraz pieczęcią Seminarium Filozoficznego Uniwersytetu Łódzkiego oraz datą 3 maja 1950 r.
Koniec lat 40. XX w. oznaczał jednak narastanie stalinizmu we wszystkich dziedzinach życia. Także dla uczelni oznaczało to ograniczenia ideologiczne, a w pewnych przypadkach także zmiany kadrowe. W roku 1948 w środowisku uniwersyteckich filozofów zaszły znaczne zmiany. Maria i Stanisław Ossowscy przenieśli się do Warszawy, zaś Benedykt Bornstein zmarł. Profesor Sergiusz Essen, odsunięty od zajęć filozoficznych do prowadzenia lektoratu zmarł w roku 1950. W roku akademickim 1949/50 utrzymały się jeszcze Katedra Historii Filozofii w Polsce oraz dwie inne katedry filozoficzne. Tak więc placówka, w której pracował w tym okresie utrzymała się jeszcze, choć już tylko na krótko. Mimo tych niesprzyjających warunków, uczony nie przerywał pracy. W numerze kartezjańskim „Kwartalnika Filozoficznego" z roku 1950 ukazał się jego artykuł Cogito ergo sum. Kartezjusz i jego nowa koncepcja duszy. Była to już jego przedostatnia publikacja, w 1954 r. nakładem warszawskiego periodyku teologicznego „Collectanea Theologica” ukazała się jego publikacja Ze studiów kartezjańskich. Od 1950 r. studia filozoficzne w Łodzi zamierały. W roku akademickim 1950/51 wstrzymano nabór na studia filozoficzne i pozwolono tylko dokończyć je dotychczasowym studentom. Doktor Czajkowski był w tym czasie jednym z niewielu już filozofów zatrudnionych na Uniwersytecie Łódzkim. Można sądzić, że jego obecność na uczelni nie była za dobrze widziana. Jego stanowisko filozoficzne, zainteresowania i dotychczasowa twórczość nie dawały złudzeń, aby mógł przyjąć postawę choćby sojusznika marksizmu. O ile uczeni zajmujący się logiką byli tolerowani na uczelniach, to filozofowie i historycy filozofii stali wobec coraz to trudniejszych wyborów. Pracował na UŁ do roku 1954. Zapadł w tym czasie na zdrowiu i dotknięty paraliżem miał problemy z przebywaniem poza domem, prowadził życie siłą rzeczy ograniczone do najbliższego otoczenia.
15 stycznia 1955 r. został odznaczony Medalem 10-lecia Polski Ludowej.
Zmarł w Łodzi, pochowany 9 listopada 1961 r. na cmentarzu katolickim na Dołach w Łodzi.

## Upamiętnienie i docenienie jego dorobku
Po jego śmierci ukazały się o nim niewielkie notki, między innymi w „Ruchu Filozoficznym”. Niewielkie hasło jemu poświęcone  znajduje się także w zredagowanym przez Bronisława Baczkę tomie Filozofia w Polsce. Słownik pisarzy (Ossolineum, Wrocław 1971). Autorką hasła była Ija Lazari-Pawłowska. Poza tym wzmianki o nim znajdujemy w bibliografiach filozofii polskiej lub bibliografiach kartezjańskich. Maszynopis jego niedoszłej pracy habilitacyjnej jest dostępny w Bibliotece Instytutu Filozofii Uniwersytetu Warszawskiego oraz w Bibliotece Instytutu Filozofii UŁ. Polscy badacze Kartezjusza, niezbyt zresztą liczni, ciągle jednak powołują się na jego prace. Dopiero ostatnio zaczęto przywracać pamięć o tej postaci i jej dorobku.
Z inicjatywy Oddziału Łódzkiego Polskiego Towarzystwa Filozoficznego odbyła się jesienią 2007 r. z udziałem jego rodziny sesja poświęcona pamięci i dorobkowi tego wybitnego znawcy myśli kartezjańskiej. W swoim wystąpieniu profesor Marek Grygorowicz, analizując dorobek filozofa i jego miejsce wśród literatury kartezjańskiej, zauważył: Wartość badawczą rozprawy Czajkowskiego określa stale towarzyszące czytelnikowi przekonanie, że dogłębna rekonstrukcja drogi myślenia Kartezjusza jest jednocześnie naświetleniem narodzin nowożytnego sposobu uprawiania filozofii, rzutującego silnie zarówno na własne rozstrzygnięcia, jak i dylematy na myśl współczesną. Podstawowe tezy Czajkowskiego stanowią obszerny i przejrzysty materiał do aktualizacji debaty nad obecnością myśli autora ”Medytacji o pierwszej filozofii we współczesnej kulturze filozoficznej”.
Jego losy, jego osobowość, szukanie swego miejsca w nowej a obcej wielu przedstawicielom inteligencji polskiej rzeczywistości, składają się na historię polskiej inteligencji. Na jego przykładzie widać, że za wierność sobie przyszło nieraz płacić wysoką cenę. Postacie ludzi mądrych, szlachetnych, bezinteresownych i oddanych swojej pasji, jaką w tym przypadku była filozofia, należy jednak przypominać. Rodzinie Stanisława Czajkowskiego przyszło na to przypomnienie postaci zasłużonego badacza, nieugiętego filozofa i wiernego swemu miastu człowieka, czekać aż 46 lat. Jego główna praca, która powinna być pracą habilitacyjną - a która wedle znawców zachowała do dziś swoje znaczenia - czeka nadal na wydawcę.